# تحطم طائرة فيرجينيا 2023
في 4 يونيو 2023، تحطمت طائرة خاصة من طراز سيسنا سايتايشن 5 تحمل ثلاثة ركاب وطيار في حوالي الساعة 3:30 مساءً بتوقيت شرق الولايات المتحدة (EDT) بالقرب من غابة جورج واشنطن الوطنية، فيرجينيا، مما أسفر عن مقتل جميع من كانوا على متنها، بعد أن تبين أن الطاقم غير مستجيب. كانت الطائرة قد دخلت من قبل منطقة حظر الطيران فوق واشنطن العاصمة، واعترضتها طائرات مقاتلة من طراز F-16 قبل تحطمها. اعتبارًا من 6 يونيو 2023، لا يزال الحادث قيد التحقيق.

## حادثة
كانت الطائرة المتورطة في الحادث من طراز سيسنا سايتايشن 5 V، مسجلة N611VG لشركة إنكور موتورز في ملبورن وهي شركة مقرها فلوريدا تحت ملكية جون وباربرا رامبل. غادرت من مطار إليزابيثتون المحلي في إليزابيثتون بولاية تينيسي في حوالي الساعة 1:15 مساءً بتوقيت شرق الولايات المتحدة، متجهة إلى مطار لونغ آيلاند ماك آرثر (ICAO: KISP) في نيويورك. وفقًا لمتحدث باسم المجلس الوطني لسلامة النقل، بعد خمسة عشر دقيقة من الإقلاع، أمرت مراقبة الحركة الجوية الطيار بالحفاظ على ارتفاع 31,000 قدم (9,449 م)، لكنه لم يستجب. استمرت الطائرة في الصعود حتى وصلت إلى ارتفاع 34,000 قدم (10,363 م) وشرعت في الطيران على الاتجاه الصحيح للهبوط في مطار ماك آرثر.
بعد الوصول إلى لونغ آيلند، فشلت الطائرة في النزول في الوقت المناسب عند الاقتراب، وبدلاً من ذلك استدارت واتجهت في اتجاه منشئها. استمرت الرحلة حتى دخلت في نهاية المطاف منطقة حظر الطيران فوق واشنطن العاصمة، مما أدى إلى تأخر رد فعل السلطات. تم وضع مجمع الكابيتول الأمريكي، بما في ذلك مكاتب اللجان الفرعية للطيران في مجلسي الكونجرس، في "حالة تأهب قصوى" عندما حلقت الطائرة فوق المجال الجوي المحظور وفقًا لما أوردته شرطة الكابيتول الأمريكية. بعد إبلاغها بالتوغل، نشرت نوراد ست طائرات مقاتلة من طراز F-16 لاعتراض الطائرة. تسببت طائرات F-16 في انفجار صوتي فوق واشنطن العاصمة، أثناء الرد على اقتحام المجال الجوي.

### اعتراض وتحطم

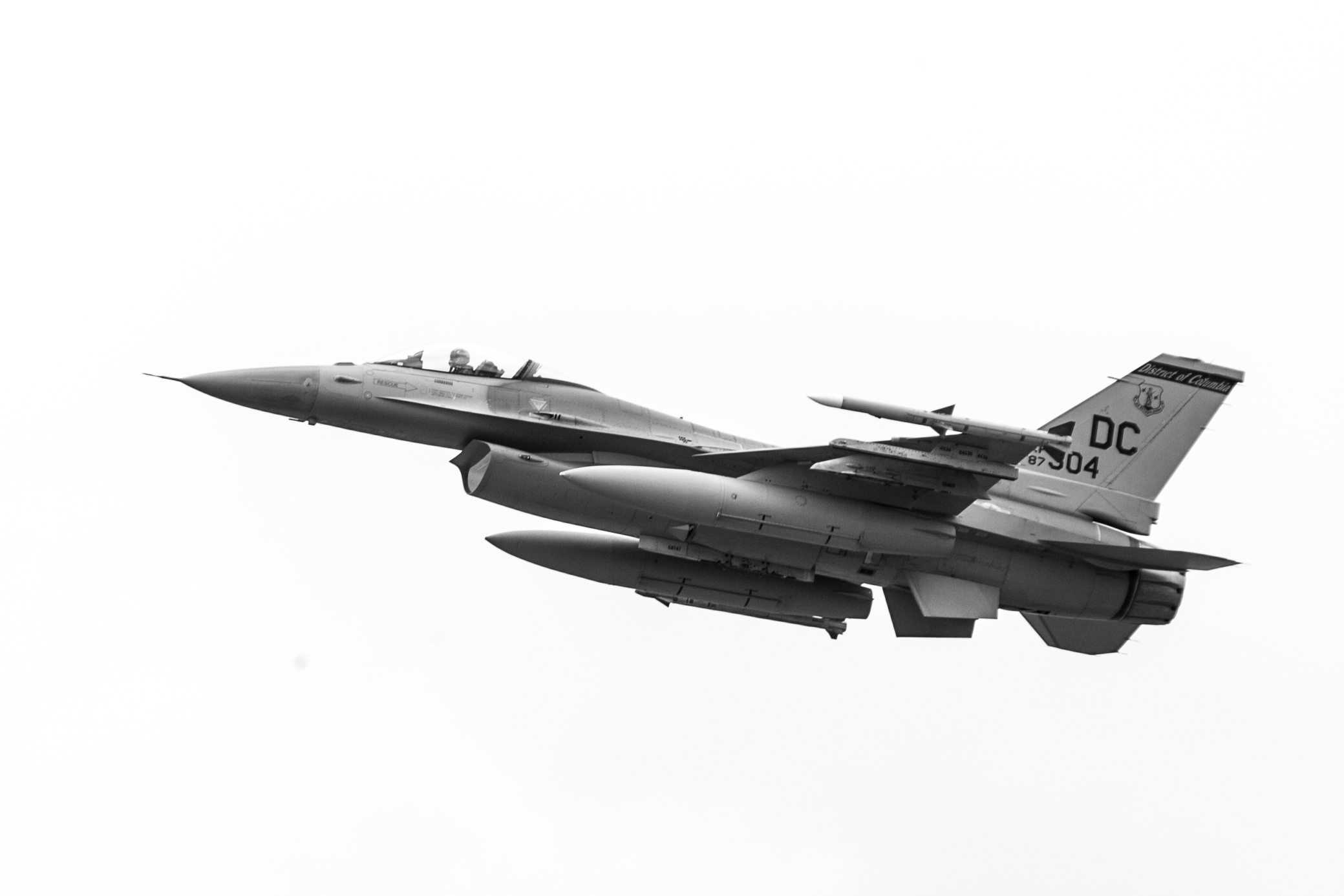
طائرة إف -16 فايتينج فالكون من الجناح 113، الوحدة المشاركة في عملية الاعتراض

تم اعتراض السيسنا في حوالي الساعة 3:20 مساءً التوقيت الصيفي الشرقي. كانت طائرتان نفاثتان من الجناح 113 المقاتل في جوينت بيس أندروز أول من وصل إلى سيسنا وحاولتا الاتصال بالطيار. استخدمت طائرات F-16 مشاعل للفت انتباه طيار سيسنا، على الرغم من أن قائد الطائرة لم يستجيب. استمرت الرحلة، متجاوزة واشنطن العاصمة، ودخلت ولاية فرجينيا، حتى تحطمت في حوالي الساعة 3:30 مساءً بتوقيت شرق الولايات المتحدة. أشارت بيانات التتبع من فلايت أوير إلى أن الطائرة حلقت فوق واشنطن العاصمة، على ارتفاع 34,000 قدم (10,363 م) قبل أن تتحطم.
وفقا للتقارير الأولية الصادرة عن إدارة الطيران الفيدرالية، فإن الطائرة "تحطمت في منطقة جبلية في منطقة ذات كثافة سكانية منخفضة في جنوب غرب فرجينيا". تم تحديد موقع التحطم في وقت لاحق على ماين بانك ماونتن، في غابة جورج واشنطن. قبل تحطمها، تجاوزت طائرة سيسنا وجهتها بمقدار 315 ميل (274 nmi؛ 507 كـم) . تم إخطار شرطة ولاية فرجينيا بالحادث في حوالي الساعة 3:50 مساءً بتوقيت شرق الولايات المتحدة.

## الركاب وطاقم الطائرة
اعتبارًا من 6 يونيو 2023، لم يتم التعرف على الضحايا رسميًا من قبل إدارة الطيران الفيدرالية أو NTSB والحادث قيد التحقيق. وأكدت إدارة الطيران الفيدرالية مقتل أربعة أشخاص نتيجة الحادث. وفقًا لتقارير غير رسمية من صحيفة نيويورك تايمز، كانت ابنة جون رامبل وحفيدتها ومربيتها والطيار على متن الطائرة أثناء تحطمها. في مقابلة، قال جون رامبل، الذي لم يكن على متن الطائرة وقت وقوع الحادث، إن السيسنا "نزلت على ارتفاع 20 ألف قدم في الدقيقة".

## التداعيات والتحقيق
أول المستجيبين الذين تم إخطارهم بالتحطم الساعة 3:50 مساءً بتوقيت شرق الولايات المتحدة ذكروا بأنه لم يتم العثور على ناجين في الحطام. وذكرت شبكة سي إن إن أن الطائرة تركت "فوهة بركان"، مما دفع المستجيبين إلى الاعتقاد بأنها ارتطمت بالأرض بزاوية شديدة الانحدار. اعتبارًا من 6 يونيو 2023، كان الحادث قيد التحقيق من قبل إدارة الطيران الفيدرالية (FAA) والمجلس الوطني لسلامة النقل (NTSB).

### سبب
اعتبارًا من 6 يونيو 2023، لم يتم تحديد سبب الحادث بعد. وتكهن مالك الطائرة بأن الحادث ربما يكون بسبب نقص الأكسجة الناتج عن فقدان ضغط الكابينة، مما جعل الركاب والطيار فاقدًا للوعي. وقال مسؤولون أمريكيون إن طياري الاعتراض رأوا طيار طائرة سيسنا "فقد الوعي" عند نقاط المراقبة.

## روابط خارجية
- مسار رحلة الطائرة من مكتشف الطائرة